# Benedikt Riccabona von Reichenfels

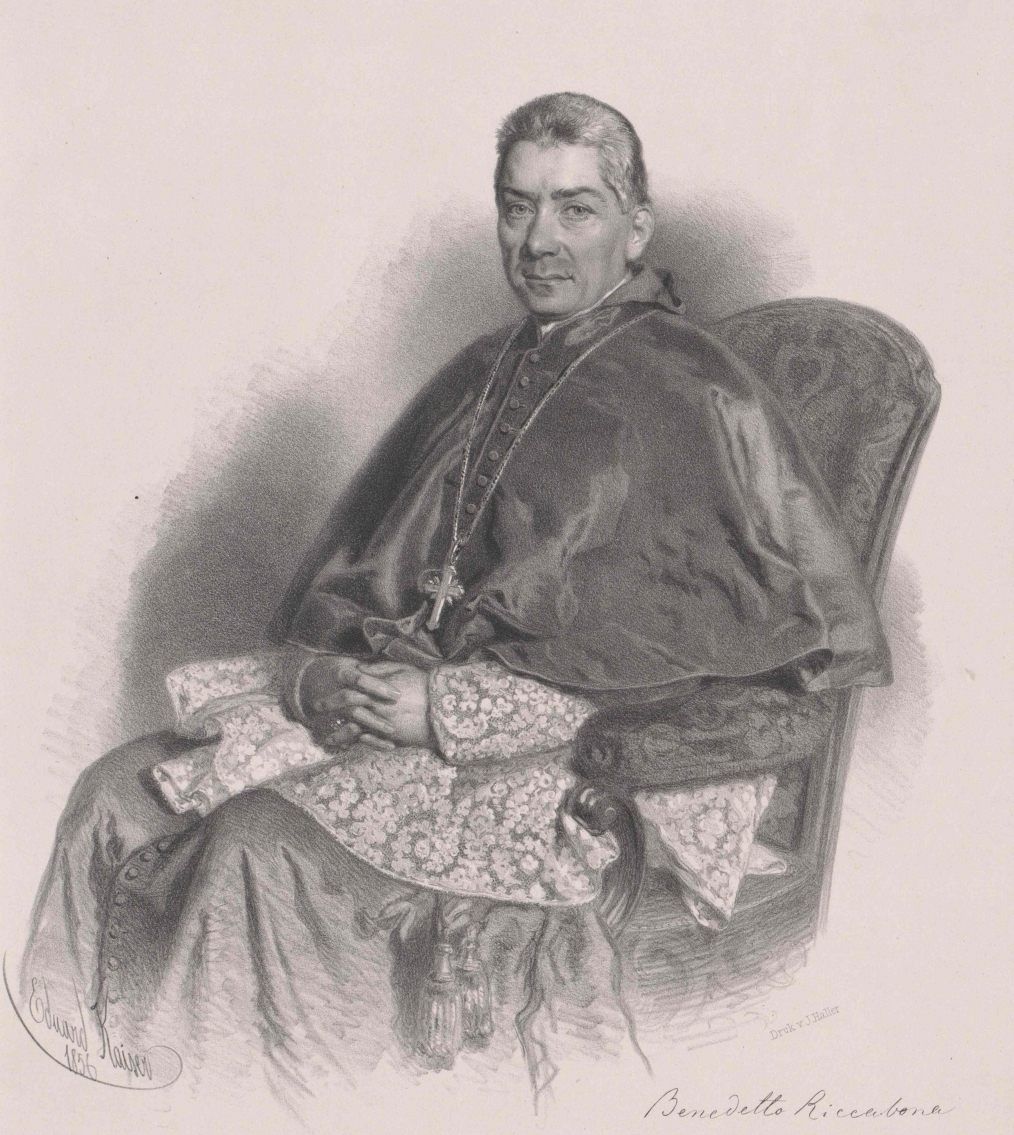

Benedikt Riccabona von Reichenfels (* 23. März 1807 in Cavalese, Gefürstete Grafschaft Tirol, Kaisertum Österreich; † 31. März 1879 in Trient, Gefürstete Grafschaft Tirol, Österreich-Ungarn) war ein österreichischer Geistlicher.
Reichenfels war Sohn von Johann Nepomuk und Katarina.
Reichenfels studierte Theologie in Trient. Sein Onkel Karl Joseph von Riccabona, Bischof von Passau, weihte ihn am 1. August 1830 zum Diakon und am 8. August 1830 zum Priester. Im Anschluss war er deutscher Prediger in Trient und zwischen 1832 und 1838 Sekretär und Übersetzer an der Münchener Nuntiatur. 1840 wurde er Pfarrer in Lavis, 1842 Erzpriester in Rovereto und 1851 infulierter Propst in Bozen.
Am 1. Februar 1854 nominierte Kaiser Franz Joseph I. ihn zum Bischof von Verona und am 7. April 1854 erfolgte die päpstliche Bestätigung. Am 16. Juli 1854 weihte Kardinal Giovanni Brunelli ihn in Santa Maria dell’Anima in Rom zum Bischof. Mitkonsekratoren waren Giovanni Corti, Bischof von Mantua, und Antonio Novasconi, Bischof von Cremona. Bei den Veronesern war er als Deutschen anfangs unbeliebt. In der Choleraepidemie, die damals wütete, konnte er sich das Ansehen seiner Diözesankinder erwerben.
Am 5. Februar 1861 wurde er als Bischof von Trient erwählt und am 22. März 1861 vom Papst bestätigt. Die feierliche Inthronisation erfolgte am 26. Juni 1861.
Als Ultramontaner geriet er in Konflikt mit den österreichischen Liberalen, die das Konkordat von 1855 bekämpften. 1863 gründete er das Kleine Seminar. Von einem Schlaganfall konnte er sich nicht mehr erholen. 1874 erhielt er Johannes Evangelist Haller als Weihbischof zu Seite gestellt. Als Generalvikar unterstützte er ihn in der Leitung des Bistums.
Er nahm am Ersten Vatikanischen Konzil als Konzilsvater teil.